# Tokyo Game Show

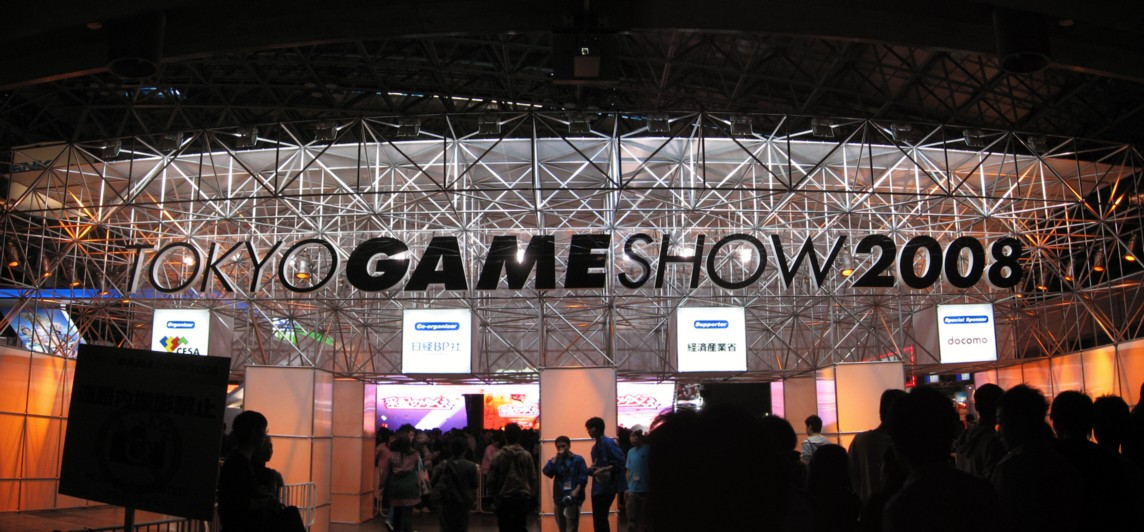
Tokyo Game Show 2008

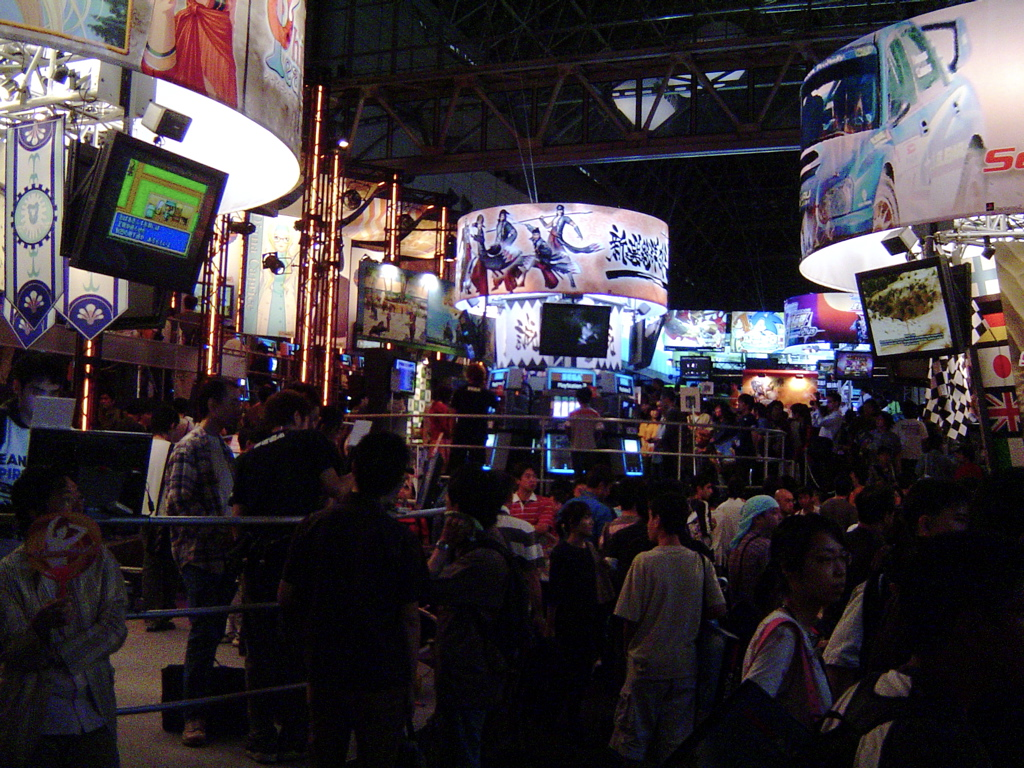
Messebetrieb auf der TGS 2004

Die Tokyo Game Show (kurz TGS, jap. 東京ゲームショウ, Tōkyō Gēmu Shō) ist eine seit 1996 regelmäßig stattfindende Messe für Video- und Computerspiele mit angegliederter Konferenz in Chiba, Japan auf dem Gelände der Makuhari Messe. Sie gehört zusammen mit der gamescom in Köln und der E3 in Los Angeles zu den größten Messen der Videospielbranche. Traditionell nutzen Hersteller die Messe, um neue Konsolen, Spiele und Zubehör vorzustellen. Die Spieleneuheiten werden dabei oft in Form von spielbaren Demos oder bei Projekten, die sich noch in der Entwicklung befinden, als Trailer gezeigt. Die erhöhte Medienpräsenz und Aufmerksamkeit wird auch genutzt, um Produktankündigungen auf Pressekonferenzen im Vorfeld oder in einer Eröffnungsrede zu platzieren.
Ähnlich wie bei der gamescom ist der erste Messetag dem Fachpublikum vorbehalten. Von den knapp 180.000 Besuchern der TGS im Jahr 2005 kamen rund 80 % aus Asien, 13 % aus Nordamerika und 7 % aus Europa.
Die Messe wird von der Computer Entertainment Supplier’s Association (CESA) in Zusammenarbeit mit Nikkei Business Publications, Inc. (Nikkei BP) veranstaltet und durch das japanische Ministerium für Wirtschaft, Handel und Industrie unterstützt.

## Entwicklung
In den Jahren 1996 bis 2001 fand die Messe zweimal jährlich statt, jeweils als Frühjahrs-  und als Herbstmesse. Bis zur Frühjahrsmesse 1997 fand sie auf der Tokyo Big Sight und ab der Herbstmesse 1997 auf der Makuhari Messe statt. Zur Herbstmesse 2001 gab der Veranstalter bekannt, dass die für das Frühjahr 2002 geplante Messe entfällt und zukünftige Messen nur noch einmal jährlich im September stattfinden werden. Die Änderung wurde mit dem dadurch möglichen intensiveren Ausstellungserlebnis und der inzwischen internationalen Ausrichtung der Messe begründet.

## Messestatistik
| Jahr          | Zeitraum                          | Besucher                      | Aussteller | Highlights (Auswahl) |
| ------------- | --------------------------------- | ----------------------------- | ---------- | --- |
| Herbst 1996   | 22. bis 24. August 1996           | 109.649                       | 87         | |
| Frühjahr 1997 | 4. bis 6. April 1997              | 121.172                       | 104        | |
| Herbst 1997   | 5. bis 7. September 1997          | 140.630                       | 104        | |
| Frühjahr 1998 | 20. bis 22. März 1998             | 147.913                       | 93         | |
| Herbst 1998   | 9. bis 11. Oktober 1998           | 156.455                       | 92         | |
| Frühjahr 1999 | 19. bis 21. März 1999             | 163.448                       | 82         | |
| Herbst 1999   | 17. bis 19. September 1999        | 163.866                       | 74         | |
| Frühjahr 2000 | 31. März bis 2. April 2000        | 131.708                       | 66         | |
| Herbst 2000   | 22. bis 24. September 2000        | 137.400                       | 63         | |
| Frühjahr 2001 | 30. März bis 1. April 2001        | 118.080                       | 53         | - Eröffnungsrede von Bill Gates Konferenz: - The 7th Symposium on Creators’ Training (30. März) - Intellectual Property Symposium (30. März) - Consider future of TV games (31. März) |
| Herbst 2001   | 12. bis 14. Oktober 2001          | 129.626                       | 53         | Konferenz: The 8th Human Resource Symposium |
| 2002          | 20. bis 22. September 2002        | 134.042                       | 85         | |
| 2003          | 26. bis 28. September 2003        | 150.089                       | 111        | |
| 2004          | 24. bis 26. September 2004        | 160.096                       | 117        | |
| 2005          | 16. bis 18. September 2005        | 176.056                       | 131        | - Microsoft-Pressekonferenz am 15. September 2006: - Eröffnungsrede von Robert J. Bach (Senior Vice President Home and Entertainment Microsoft): - Eröffnungsrede von Satoru Iwata (Präsident Nintendo): Erste öffentliche Präsentation des Controllers für die Konsole Wii - Erster Trailer für Metal Gear Solid 4: Guns of the Patriots |
| 2006          | 22. bis 24. September 2006        | 192.411                       | 148        | |
| 2007          | 20. bis 23. September 2007        | 193.040                       | 217        | |
| 2008          | 9. bis 12. Oktober 2008           | 194.288                       | 209        | |
| 2009          | 24. bis 27. September 2009        | 185.000                       | 180        | |
| 2010          | 16. bis 19. September 2010        | 207.647                       | 194        | |
| 2011          | 15. bis 18. September 2011        | 222.668                       | 193        | |
| 2012          | 20. bis 23. September 2012        | 223.753                       | 209        | |
| 2013          | 19. bis 22. September 2013        | 270.197                       | 352        | |
| 2014          | 18. bis 21. September 2014        | 251.832                       | 421        | |
| 2015          | 17. bis 20. September 2015        | 268.446                       | 480        | |
| 2016          | 17. bis 20. September 2016        | 271.224                       | 614        | Die Messe feiert ihren 20. Jahrestag |
| 2017          | 21. bis 24. September 2017        | 254.311                       | 609        | |
| 2018          | 20. bis 23. September 2018        | 298.690                       | 668        | |
| 2019          | 12. bis 15. September 2019        | 262.076                       | 655        | |
| 2020          | 23. bis 27. September 2020        | 31.606.942 (Online-Zuschauer) | 221        | COVID-19-bedingt wurde die Messe rein virtuell veranstaltet |
| 2021          | 30. September bis 3. Oktober 2021 | 39.465.366 (Online-Zuschauer) | 351        | COVID-19-bedingt wurde die Messe überwiegend virtuell abgehalten. Einzig für die Presse und einige Influencer wurde eine Ausstellung in der Makuhari Messe veranstaltet. |
| 2022          | 15. bis 18. September 2022        | 138.192                       | 605        | |
| 2023          | 21. bis 24. September 2023        | 243.200                       | 770        | |
| 2024          | 26. bis 29. September 2024        |                               |            | |